# ゴットフリート・フィンガー
ゴットフリート・フィンガー（Gottfried Finger, 1660年頃 - 1730年8月31日）は、モラヴィア出身のドイツの作曲家。

## 生涯
オロモウツ出身。オロモウツの領主司教の宮廷楽団で音楽を学んだ。1682年にミュンヘンに短期間滞在した後、イギリスにわたり、1685年に王室礼拝堂楽団のメンバーとなった。1688年に国王ジェームズ2世が追放されると、フリーランスの音楽家としてロンドンで活躍した。1702年にベルリンの宮廷楽団のメンバーとなり、1708年にはインスブルックの楽師長に就任、1717年から1723年までゴータの宮廷楽長を務めた。マンハイムで死去。
作品にはオペラや様々な楽器のためのソナタがある。作風はモラヴィアの作曲家パヴェル・ヴェイヴァノフスキーとボヘミアの作曲家ハインリヒ・イグナツ・フランツ・フォン・ビーバーの影響を受けている。

## 文献
- Moritz Fürstenau (1877). "Finger, Gottfried". Allgemeine Deutsche Biographie (ドイツ語). Vol. 7. Leipzig: Duncker & Humblot. pp. 16–17.
- Robert Münster: Gottfried Finger. In: Neue Deutsche Biographie (NDB). Band 5, Duncker & Humblot, Berlin 1961, ISBN 3-428-00186-9, S. 159 (電子テキスト版).